# Alabaster (Alabama)
Pour les articles homonymes, voir Alabaster.
Alabaster est une ville de l'Alabama, dans le Comté de Shelby, aux États-Unis. La ville compte une usine à béton du groupe français Vicat.
Le maire de la ville d'Alabaster est Scott Brakefield depuis 2020.

## Démographie

### Ville d'Alabaster (1960-)
| 1960  | 1970  | 1980  | 1990   | 2000   | 2010   |
| ----- | ----- | ----- | ------ | ------ | ------ |
| 1 623 | 2 642 | 7 079 | 14 732 | 23 728 | 30 352 |

### Division de recensement d'Alabaster-Helena (1980-)
| 1980   | 1990   | 2000   | 2010    |
| ------ | ------ | ------ | ------- |
| 33 674 | 59 090 | 86 781 | 118 831 |